# Jan Zach
Jan Zach, češki klasicistični skladatelj, organist in violinist, * 13. november 1699, † 24. maj 1773.
Sprva je pisal v baročnem, nato pa v klasičnem slogu. Napisal je 28 simfonij, 14 koncertov, okoli 30 maš,...